# Hookeria purpureophylla
Hookeria purpureophylla là một loài Rêu trong họ Hookeriaceae. Loài này được Müll. Hal. ex E. Britton mô tả khoa học đầu tiên năm 1896.